# Johannes Maybaum
Johannes Wilhelm Georg Christoph Maybaum (* 24. Juni 1864 in Crivitz; † 6. Juli 1932 in Schwerin) war ein deutscher Gymnasiallehrer, Altphilologe und Numismatiker.

## Leben
Johannes Maybaum war Sohn des Hoftischlermeisters Friedrich (Wilhelm Johann) Maybaum und dessen Frau Sophia Dorothea Friederike, geb.  Weinrebe, Tischlertochter aus Crivitz im Landesteil Mecklenburg-Schwerin.
Maybaum studierte nach dem Besuch des Gymnasiums in Schwerin seit 1882 an den Universitäten Berlin, Halle, Tübingen und Rostock Klassische Philologie und Germanistik und wurde 1889 in Rostock zum Dr. phil. promoviert. Nach dem Probejahr 1888/89 am Gymnasium in Schwerin war er als Lehrer an Gymnasien in Neubrandenburg (1891–1893), Oeynhausen (1893–1894), am Friderico-Francisceum (Bad) Doberan (1894–1903) und Schwerin tätig. 1898/99 erhielt er ein halbes Reisestipendium des Deutschen Archäologischen Instituts für Gymnasiallehrer. In Schwerin wurde er Landesschulrat und später Ministerialrat im Ministerium für Unterricht. Er war auch für die Betreuung des Münzkabinetts des Museums in Schwerin tätig und publizierte zur Numismatik von Mecklenburg.
Johannes Maybaum heiratete am 27. März 1894 in Neubrandenburg  Elise Auguste Wilhelmine Engel (* 1865), Tochter des Neubrandenburger Ratssekretärs Heinrich Engel (1832–1900). Der Historiker Heinz Maybaum war der Sohn von beiden.

## Veröffentlichungen (Auswahl)
- De Cicerone et Germanico Arati interpretibus. Boldt, Rostock 1889 (Dissertation, Digitalisat).
- Der Zeuskult in Boeotien. Rehse, Doberan 1901 (Digitalisat).